# 2,5-dimetilheptano
El 2,5-dimetilheptano es un alcano de cadena ramificada con fórmula molecular C9H20.